# Basil Bennett
Basil Robert Bennett (ur. 30 listopada 1894 w Dudley w stanie Illinois, zm. 19 sierpnia 1938 w Maywood) – amerykański lekkoatleta (młociarz), medalista olimpijski z 1920.

## Kariera sportowa
Zdobył brązowy medal w rzucie młotem na igrzyskach olimpijskich w 1920 w Antwerpii, za swym rodakiem Patrickiem Ryanem i Carlem Johanem Lindem ze Szwecji.
Zdobył brązowy medal w mistrzostwach Stanów Zjednoczonych (AAU) w rzucie młotem w 1923 oraz zajął 4. miejsce w tej konkurencji w 1920.
Jego rekord życiowy wynosił 48,27 m i pochodził z 1923.